# Quận Jasper, Georgia
Quận Jasper là một quận trong tiểu bang Georgia, Hoa Kỳ. Quận lỵ đóng ở thành phố Monticello 6. Theo điều tra dân số năm 2000 của Cục điều tra dân số Hoa Kỳ, quận có dân số 11.426 người 2. Năm 2007, ước tính dân số quận này là 13.660 người.

## Thông tin nhân khẩu
Theo điều tra dân 2 năm 2000, quận đã có dân số 11.426 người, 4.175 hộ, và 3.122 gia đình sống trong quận. Mật độ dân số là 31 người cho mỗi dặm vuông (12/km ²). Có 4.806 đơn vị nhà ở với mật độ trung bình là 13 cho mỗi dặm vuông (5/km ²). Cơ cấu chủng tộc của dân cư quận gồm có 70,95% người da trắng, 27,26% da đen hay Mỹ gốc Phi, 0,21% người Mỹ bản xứ, 0,16% người châu Á, 0,02% người đảo Thái Bình Dương, 0,61% từ các chủng tộc khác, và 0,79% từ hai hoặc nhiều chủng tộc. 2,07% dân số là người Hispanic hay Latino thuộc chủng tộc nào.
Có 4.175 hộ, trong đó 34,60% có trẻ em dưới 18 tuổi sống chung với họ, 56,80% là các cặp vợ chồng sống với nhau, 13,30% có chủ hộ là nữ không có mặt chồng, và 25,20% là không lập gia đình. 21,40% của tất cả các hộ gia đình đã được tạo thành từ các cá nhân và 7,70% có người sống một mình 65 tuổi trở lên đã được người. Bình quân mỗi hộ là 2,72 và cỡ gia đình trung bình là 3,14.
Độ tuổi dân số quận với 27,20% ở độ tuổi dưới 18, 7,90% 18-24, 28,60% 25-44, 24,50% 45-64, và 11,80% 65 tuổi trở lên. Độ tuổi trung bình 36 năm. Cứ mỗi 100 nữ có 96,20 nam giới. Cứ mỗi 100 nữ 18 tuổi trở lên, đã có 93,00 nam giới.
Thu nhập trung bình cho một hộ gia đình trong quận đã đạt 39.890 Mỹ kim, và thu nhập trung bình cho một gia đình là 43.271 USD. Nam giới có thu nhập trung bình $ 32.351 so với 21.785 $ cho phái nữ. Thu nhập bình quân đầu người đạt 19.249 USD. Giới 10,90% gia đình và 14,20% dân số sống dưới mức nghèo khổ, trong đó có 19,20% những người dưới 18 tuổi và 13,50% có độ tuổi từ 65 trở lên.